# Barbora Hoblová
Barbora Hoblová, rozená Vohánková, též Wohankova (14. února 1852 Nymburk – 15. srpna 1923 Kokořín) byla česká národopisná sběratelka, etnografka a aktivistka činná v oblasti ženského hnutí, emancipace, vzdělávacích a dobročinných aktivit.

## Život
Pocházela z měšťanské rodiny. Otec Tomáš Vohánka byl krupařským mistrem v Nymburku, matka Barbora (rozená Mojžíšová) pocházela z kovářské rodiny. Dne 18. února 1879 se Barbora provdala za gymnazijního profesora z Mladé Boleslavi Josefa Hobla. Po sňatku přesídlila do Mladé Boleslavi, kde se začala naplno věnovat práci na poli dobročinnosti a vzdělávání. Zasloužila se o založení dvou ženských spolků – dámského čtenářského spolku Lada (založen v Nymburce roku 1872) a Spolku paní a dívek v Mladé Boleslavi (založen roku 1892). Druhý zmíněný spolek si za cíl kladl rozvoj ženské vzdělanosti a charitativní činnosti. V Mladé Boleslavi se podílela také na založení ženské odnože Sokola a na aktivitách směřujících k založení dívčího lycea, které byly nakonec neúspěšné. Usilovala též o rozšíření sítě jeslí, opatroven a dalších institucí poskytujících sociální zabezpečení ženám a dětem. V roce 1913 byla za tyto své aktivity vyznamenána Zlatým záslužným křížem 1. stupně s korunkou. V roce 1919 byla zvolena zastupitelkou města Mladá Boleslav za Národní demokracii.

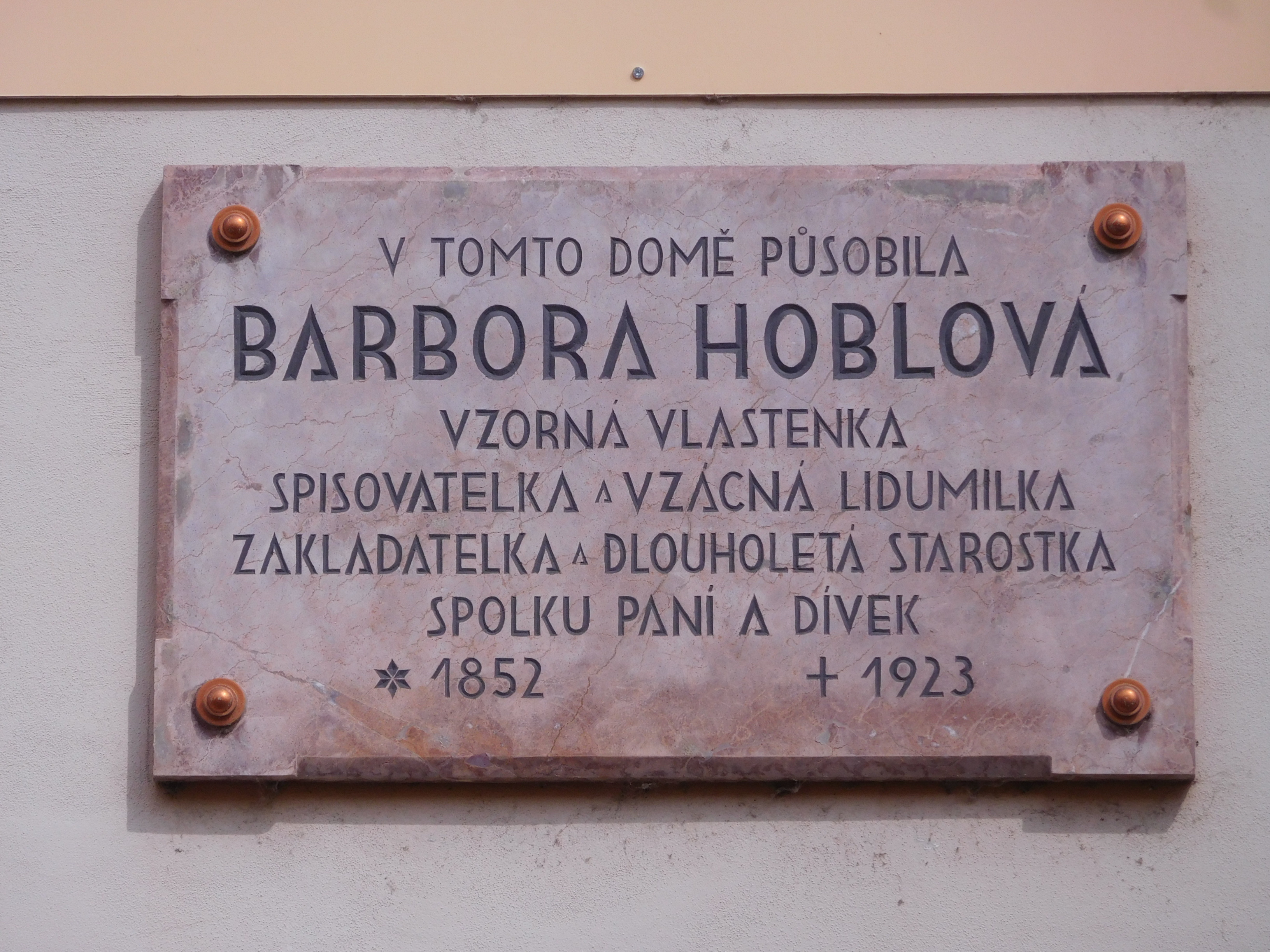
Pamětní deska Barbory Hoblové v ulici Jaselská čp. 1304, Mladá Boleslav

Krom veřejně prospěšných činností se věnovala národopisnému sběratelství. Zajímala se o lidové tradice, folklór, vesnické stavby, historii daných míst, lidovou slovesnost a další. Její národopisné výzkumy byly zaměřeny jak na sběr materiální kultury, tak na zachycení vzpomínek pamětníků a pamětnic. Mnoho předmětů Barbora Hoblová zapůjčovala na různé národopisné výstavy v Čechách ale i v zahraničí. Sama se na některých výstavách podílela a spolupracovala tak například s Renátou Tyršovou. Velkého úspěchu její sbírka dosáhla na Národopisné výstavě československé, která se uskutečnila roku 1895 a po níž byla Barbora Hoblová jmenována členkou lidovědného oddělení starožitnické sekce při České akademii věd a umění, kde jako jednatelka působila také Teréza Nováková.

## Sbírky
Většina předmětů, které Barbora Hoblová nasbírala, se stala součástí sbírek Muzea Mladoboleslavska. Největší část představují výšivky, čepce a části krojů. Jednotliviny přešly do sbírky Národního muzea v Praze.

## Rodina
Manžel Antonín Hobl byl profesorem češtiny a řečtiny na gymnáziu v Mladé Boleslavi. Syn Jaroslav vystudoval práva a stal se vrchním finančním radou v Nitře. Od roku 1888 společně s manželem vychovávali neteř Boženu Vohánkovou, dceru po Barbořině nejmladším bratru Antonínovi, která se v dospělosti stala známou regionální malířkou.